# Indicatifs régionaux 819, 873 et 468
Les indicatifs régionaux 819, 873 et 468 sont des indicatifs téléphoniques régionaux couvrant le centre et l'ouest du Québec au Canada, soit les régions du Nord-du-Québec, de l'Abitibi-Témiscamingue, de l'Outaouais, des Hautes-Laurentides, de la Mauricie, du Centre-du-Québec et de l'Estrie.

## Historique

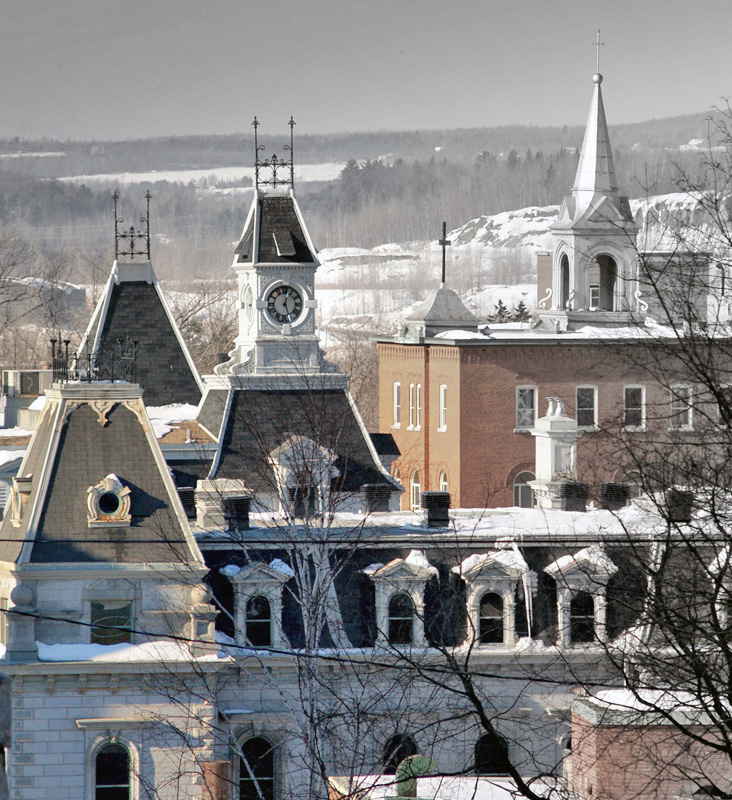
Sherbrooke, Québec

L'ouest du Québec était entièrement dans l'indicatif régional 514 dans le Plan de numérotation nord-américain comme originellement défini en 1947. L'indicatif 418 couvrait la partie est de la province, avec presque les mêmes limites géographiques que la région +1-418 moderne.
En 1957, l’indicatif 514 a été réduit à la ville de Montréal et la banlieue alors que le reste de l’ancien indicatif 514 est devenu l'indicatif 819. Le nord du Québec, qui n'avait pas de service téléphonique à l'époque, était déplacé dans la région 418 et rejoint par un service manuel par ondes courtes. Dans les années 1970, lorsque les abonnés des villages du nord du Québec et de points Bell Canada aux Territoires du Nord-Ouest ont pu composer directement les numéros de leurs appels, ces points ont été intégrés dans la région 819. Les points arctiques de Northwestel étaient toutefois en région 403.
En 1997-1998, un nouvel indicatif régional, le 867, a été créé pour couvrir les territoires nordiques du Canada. Les abonnés du 819 situés dans les Territoires du Nord-Ouest ont donc été transférés dans le territoire de ce nouvel indicatif, et le 819 s'est trouvé dès lors confiné uniquement au territoire québécois. 
La région 819 comprend une portion de la capitale canadienne, Ottawa-Hull. Les quartiers ontariens d'Ottawa se trouvent en région 613. Jusqu'en 2006, il était possible de faire des appels locaux d'Ottawa à Hull en sept chiffres; un système de protection des codes d’échange téléphonique assurait que, si un numéro existait dans le 613 à Ottawa, les mêmes sept chiffres dans le 819 soient réservés afin de ne pas les rendre disponibles partout en région 819. Les appels locaux à sept chiffres ont cessé de fonctionner le 21 octobre 2006.
En 2002, les municipalités de Hull et Aylmer étaient fusionnées à Gatineau, mais les centres tarifaires et échanges téléphoniques restent inchangés. Le secteur « Gatineau » était un appel interurbain à « Aylmer » (légalement, la même ville) jusqu'au 16 août 2007, cinq ans plus tard.
Un plan de chevauchement d'un indicatif régional a ajouté le 873 comme indicatif additionnel à la région 819 dès le 15 septembre 2012.
En décembre 2021, le CRTC a annoncé que l'indicatif régional 468 se superposerait aux indicatifs 819 et 873 dans l'Ouest du Québec à compter du 22 octobre 2022.

## Centres tarifaires dans la région 819
- Akulivik - (819) 496
- Amos - (819) 218, 442, 443, 444, 480, 724, 727, 732, 830, 834, 954, (873) - 393, 473, 560, 670, 720, 728, 729, 730, 840, 999
- Angliers - (819) 949
- Arundel - (819) 687, (873) 275
- Aston-Jonction - (819) 226, 256
- Aupaluk - (819) 491
- Ayer's Cliff - (819) 838, 867
- Barraute - (819) 733, 734
- Béarn - (819) 726
- Beaucanton - (819) 941
- Bécancour (inclut Gentilly et Saint-Grégoire) - (819) 233, 294, 298, 406, 407, 589, 591, 602, 606, 608, 936
- Belleterre - (819) 722
- Bouchette - (819) 465
- Bury - (819) 872
- Campbell's Bay - (819) 453, 648, 650
- Champlain - (819) 295, 619
- Charette - (819) 221, (873) 401
- Chartierville - (819) 312, 656
- Chelsea - (819) 335, 607, 827, 866
- Chénéville - (819) 428, 508
- Chesterville - (819) 202, 382, 504
- Chichester - (819) 689
- Chisasibi - (819) 855
- Coaticook - (819) 502, 804, 849, 926 (873)- 392
- Compton - (819) 501, 835
- Cookshire-Eaton (inclut Sawyerville) - (819) 553, 875, 889 (873) 825
- Danville - (819) 590, 642, 839
- Daveluyville - (819) 367, 404, 447, 605
- Deschaillons - (819) 292, 599, 632, (873) 267 391
- Drummondville - (819) 313, 314, 388, 390, 445, 461, 469, 470, 471, 472, 473, 474, 475, 477, 478, 479, 803, 816, 817, 818, 850, 857, 870, 883, 967, 991, (873) 270, 377, 382
- Dudswell (inclut Bishopton et Saint-Adolphe-de-Dudswell) - (819) 884, 887
- Duparquet - (819) 948
- Dupuy - (819) 783
- Durham-Sud - (873) 200, 248, 858, 970
- East Angus - (819) 251, 451, 832
- East Hereford - (819) 514, 844
- Eastmain 1 - (819) 865
- Eastmain - (819) 977
- Ferme-Neuve - (819) 206, 587
- Fort-Coulonge - (819) 683
- Fortierville - (819) 287, 792
- Frontenac - (873) 585, 624
- Fugèreville - (819) 748
- La municipalité fusionnée de Gatineau inclut les centre tarifaires de ses anciens secteurs soit de Aylmer, Buckingham, Gatineau, Masson-Angers et Ottawa-Hull.
- Gatineau - (819) 205, 208, 209, 210, 213, 230, 243, 246, 271, 281, 282, 303, 307, 317, 318, 319, 328, 329, 332, 351, 360, 410, 412, 414, 420, 431, 439, 469, 483, 484, 485, 486, 500, 503, 506, 510, 557, 561, 568, 576, 592, 593, 595, 598, 600, 617, 624, 635, 639, 643, 654, 661, 663, 664, 665, 669, 682, 684, 685, 700, 708, 712, 718, 743, 744, 770, 771, 772, 773, 775, 776, 777, 778, 779, 790, 800, 815, 881, 886, 893, 904, 914, 915, 916, 918, 920, 921, 923, 930, 931, 934, 938, 939, 953, 955, 956, 957, 961, 962, 965, 966, 968, 986, 994, 997, 999, (873) 376, 386, 396, 397, 408, 510, 660, 800, 880,
- Gracefield - (819) 463
- Grand-Mère - (819) 533, 538, 729
- Grand-Remous - (819) 438
- Grenville - (819) 242
- Ham-Nord - (819) 344, 464
- Inukjuak - (819) 254
- Ivujivik - (819) 922
- Joutel - (819) 756
- Kangiqsualujjuaq - (819) 337
- Kangiqsujuaq - (819) 338
- Kangirsuk - (819) 935
- Kazabazua - (819) 467
- Kingsey Falls - (819) 363, 645
- Kuujjuaq - (819) 964
- Kuujjuarapik - (819) 929
- Labelle - (819) 236, 686, (873) 284
- Lac-des-Écorces - (819) 387, 585
- Lac-Drolet - (819) 232, 549, (873) 551
- Lac-du-Cerf - (819) 403, 597
- Lac-Édouard - (819) 653
- Lac-Mégantic - (819) 214, 237, 417, 554, 582, 583, 614, 890, 907, 910, (873) 889
- La Corne - (819) 799
- Laforge-1 - (819) 853
- La Minerve - (819) 274, (873) 274
- La Patrie - (819) 235, 888
- La Pêche (inclut Wakefield) - (819) 456, 459, 720
- La Reine - (819) 947
- La Sarre - (819) 301, 333, 339, 482, 520, 940 (873) 380
- Latulipe - (819) 747, 750
- La Tuque (inclut Clova (Québec) et Parent) - (819) 521, 523, 662, 667, 676, 680, (873) 403, 407
- Laurierville - (819) 365
- L'Avenir - (819) 394, 494
- Laverlochère - (819) 765
- Lebel-sur-Quévillon - (819) 706, 755, 925
- Lorrainville - (819) 625
- Louiseville - (819) 228, 498, 721
- Low - (819) 422
- Lyster - (819) 389
- Macamic - (819) 782
- Magog - (819) 201, 594, 703, 746, 769, 843, 847, 868, 869, (873) 404
- Malartic - (819) 757, 924
- Maniwaki - (819) 215, 305, 306, 315, 334, 441, 449, 462, 892, 982 (873) - 390, 650
- Manawan - (819) 971
- Manseau - (819) 356, 567
- Maskinongé - (819) 227, 497, 626, (873) 268
- Matagami - (819) 739
- Montebello - (819) 309, 393, 423
- Mont-Blanc - (819) 688, 713, (873) 280
- Mont-Laurier - (819) 203, 401, 436, 440, 499, 513, 616, 623, 660, 833, 951, (873) 388
- Mont-Tremblant (inclut Saint-Jovite) - (819) 341, 421, 425, 429, 430, 631, 681, 717, 808, 897, (873) 279
- Nantes - (819) 547
- Nédélec - (819) 784
- Nemaska - (819) 673
- Nicolet - (819) 262, 293
- Nominingue - (819) 278, 304, (873) 282
- Norbertville - (819) 261, 369, 882
- Normétal - (819) 788
- North Hatley - (819) 409, 675, 794, 842
- Notre-Dame-de-la-Paix - (819) 522
- Notre-Dame-de-la-Salette - (819) 766
- Notre-Dame-de-Lourdes - (819) 245, 385
- Notre-Dame-du-Bon-Conseil - (819) 204, 336, (873) 452
- Notre-Dame-du-Laus - (819) 767, 793
- Notre-Dame-du-Nord - (819) 723
- Obedjiwan - (819) 974
- Palmarolle - (819) 787
- Papineauville - (819) 308, 427, 476
- Parc de la Vérendrye - (819) 435
- Plessisville - (819) 252, 291, 362, 621, 789, 998
- Pontiac (inclut Luskville et Quyon) (819) - 391, 455, 458, 894
- Princeville - (819) 234, 361, 364, 413, 505
- Puvirnituq - (819) 988
- Quaqtaq - (819) 492
- Radisson - (819) 638, 672, 854
- Rémigny - (819) 761
- Richmond - (819) 518, 644, 826, 905, 908, 912
- Rivière-Héva - (819) 735
- Rivière-Rouge - (inclut L'Annonciation) - (819) 275, (873) 283
- Rochebaucourt - (819) 754
- La municipalité fusionnée de Rouyn-Noranda comprend les anciens centres tarifaires et aujourd'hui secteurs de Cadillac, Cléricy, Rouyn et Noranda.
- Rouyn-Noranda - (819) 277, 279, 290, 490, 493, 637, 649, 759, 760, 762, 763, 764, 768, 797, 880, 917, 945 (873) - 379, 842
- Saint-Adolphe-d'Howard - (819) 327, 714, (873) 278
- Saint-Albert - (819) 353, 630
- Saint-Alexis-des-Monts - (819) 265
- Saint-Barnabé - (819) 264, 402
- Saint-André-Avellin - (819) 405, 516, 885, 981, 983
- Saint-Boniface-de-Shawinigan - (819) 535, 655
- Saint-Bruno-de-Guigues - (819) 728
- Saint-Celestin - (819) 229, 963 (873)-384
- Saint-Cyrille - (819) 397, 781, 836
- Saint-Donat-de-Montcalm - (819) 419, 424, (873) 277
- Saint-Édouard-de-Fabre - (819) 634, 670
- Saint-Émile-de-Suffolk - (819) 426
- Saint-Eugène-de-Guigues - (819) 785
- Saint-Félix-de-Kingsey - (819) 512, 848
- Saint-Germain-de-Grantham - (819) 395, 495, 730
- Saint-Guillaume - (819) 396, 596
- Saint-Léonard-d'Aston - (819) 399, 615, 937
- Saint-Ludger - (819) 548, (873) 409
- Saint-Malo - (819) 515, 658
- Saint-Mathieu - (819) 532
- Saint-Nazaire-d'Acton - (819) 392, 558
- Saint-Paulin - (819) 268, (873) 399
- Saint-Pierre-les-Becquets - (819) 263, 745
- Saint-Roch-de-Mékinac - (819) 241, 646
- Saint-Sébastien - (819) 652
- Saint-Sylvère - (819) 285, 546
- Saint-Wenceslas - (819) 224, 526
- Sainte-Agathe-des-Monts - (819) 216, 217, 219, 321, 323, 324, 325, 326, 507, 774, 896, 281, 222, 603, 863
- Sainte-Anne-du-Lac - (819) 586, 814
- Sainte-Eulalie - (819) 225, 798
- Sainte-Gertrude - (819) 297, 786
- Sainte-Marie-de-Blandford - (819) 283, 545
- Sainte-Monique-de-Nicolet - (819) 289, 530
- Sainte-Sophie-de-Lévrard - (819) 288, 899
- Salluit - (819) 255
- Sanmaur - (819) 666
- Scotstown - (819) 231, 657
- Senneterre - (819) 737, 952 (873)- 402
- Shawinigan - (819) 247, 531, 534, 536, 537, 539, 540, 556, 719, 731, 805, 852, 913, 989, (873) 271, 378, 405
- Shawville - (819) 509, 647 (873)- 746
- Sherbrooke (inclut les secteurs de Brompton et Deauville ainsi que des numéros de téléphones portable.) - (819) 200, 212, 238, 239, 240, 276, 300, 340, 342, 345, 346, 347, 348, 349, 366, 416, 432, 434, 437, 446, 452, 481, 541, 542, 560, 562, 563, 564, 565, 566, 569, 570, 571, 572, 573, 574, 575, 577, 578, 580, 588, 612, 620, 636, 640, 674, 678, 679, 742, 780, 791, 812, 820, 821, 822, 823, 829, 846, 861, 864, 891, 919, 943, 969, 987, 993, (873) 389, 500, 826, 888
- Stanstead (inclut Rock Island) - (819) - 267, 704, 876
- Stoke - (819) 258, 543, 878
- Taschereau - (819) 796
- Tasiujaq - (819) 633
- Témiscaming - (819) 220, 627
- Thurso - (819) 659, 707, 985
- Tingwick - (819) 359, 749
- Trois-Rivières - (819) 244, 266, 269, 299, 370, 371, 372, 373, 374, 375, 376, 377, 378, 379, 380, 383, 384, 386, 415, 448, 489, 519, 601, 609, 668, 690, 691, 692, 693, 694, 695, 696, 697, 698, 699, 701, 801, 807, 840, 841, 862, 898, 909, 944, 979, 992, 995, 996, (873) 269, 387, 410, 887
- Umiujaq - (819) 331
- Val-David - (819) 320, 322, (873) 276
- Val-des-Bois - (819) 454
- Val-des-Monts (inclut Perkins et Saint-Pierre-de-Wakefield) - (819) 457, 671, 813, 903
- La municipalité fusionnée de Val-d'Or comprend les anciens centres tarifaires et aujourd'hui secteurs de Dubuisson, Louvicourt et Val-d'Or (centre).
- Val-des-Sources - (819) 223, 716, 879
- Val-d'Or - (819) 270, 280, 316, 354, 355, 488, 527, 550, 651, 710, 736, 738, 824, 825, 831, 856, 859, 860, 874, 975 (873)- 381, 395, 841, 860
- Victoriaville (inclut le secteur d'Arthabaska) - (819) 260, 302, 330, 350, 352, 357, 402, 433, 460, 551, 552, 604, 740, 751, 752, 758, 795, 806, 809, 960, 980, 984, 990, (873) 300, 406, 430
- Ville-Marie - (819) 622, 629, 702, 946 (873) - 394
- Villeroy - (819) 381, 715
- Warwick - (819) 358, 559, 641
- Waskaganish - (819) 895
- Waswanipi - (819) 753
- Waterville - (819) 408, 677, 837, (873) 623
- Weedon - (819) 877, (873) 266
- Wemindji - (819) 978
- Wickham - (819) 398, 400, 741
- Windsor - (819) 517, 628, 725, 845, 932
- Woburn - (819) 544, (873) 622
- Wotton - (819) 286, 828
- Yamachiche - (819) 296, 466, 618
- service aux frais partagés - (819) 310